# Einwanderungshaft in Australien

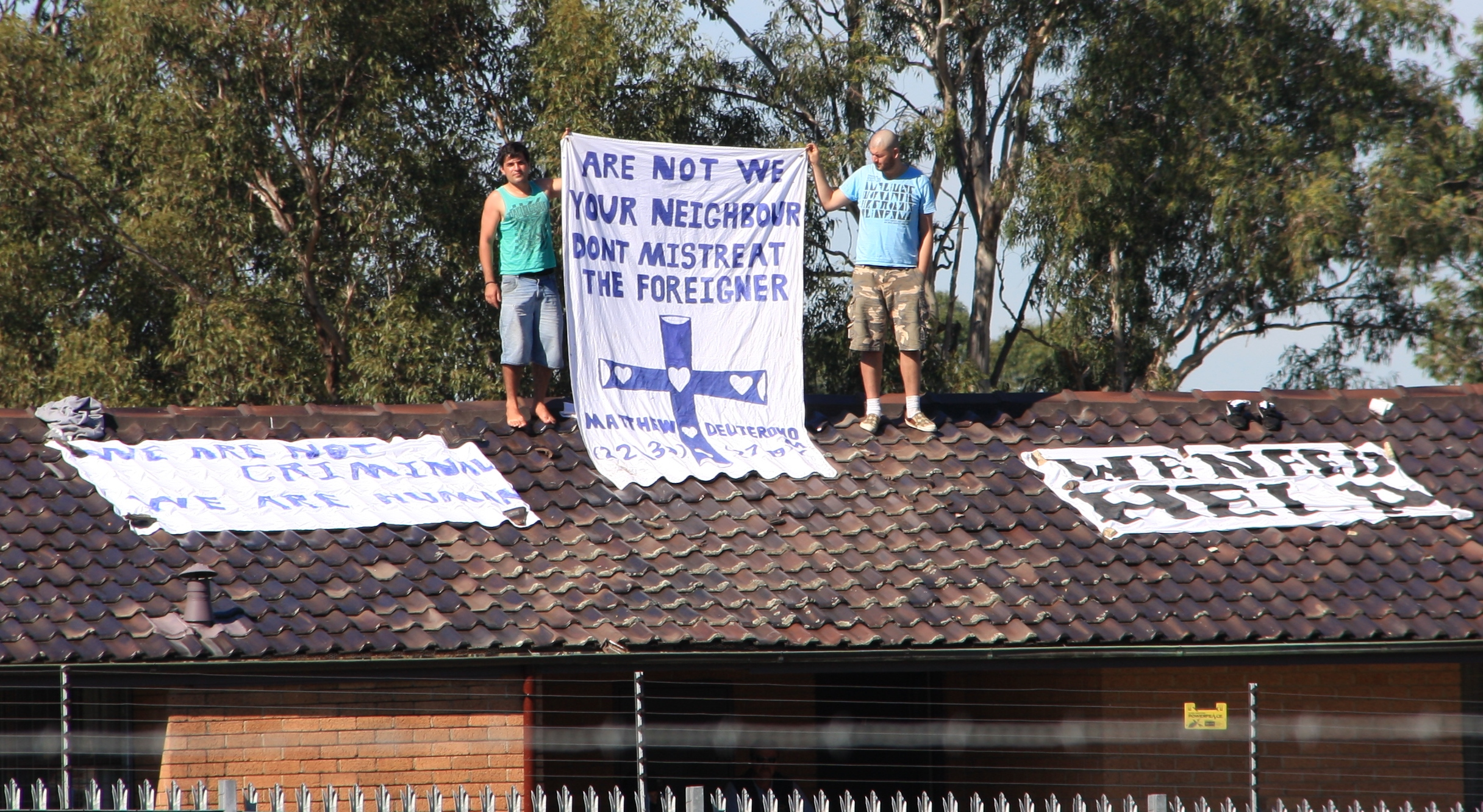
Protest von Asylsuchenden gegen die Einwanderungshaft im Villawood Immigration Detention Centre (22. April 2011)

Einwanderungshaft (australisch-englisch: „Mandatory Detention“ oder „Immigration Detention“) ist die politische Praxis der australischen Regierung, nicht-australische Staatsbürger ohne gültiges Visum oder Personen, die unter Verdacht auf Visaverletzungen, illegale Einwanderung oder unerlaubte Einreise stehen, in Gewahrsam zu nehmen.
Lager für Asylsuchende gibt es zwar auch in anderen Ländern, eine Einwanderungshaft per Gesetz gibt es jedoch nur in Australien.
Unterschieden wird innerhalb der Asylsuchenden zwischen denjenigen, die auf Booten nach Australien kommen, und denjenigen, die beispielsweise mit dem Flugzeug einreisen. Die Bootsflüchtlinge kommen in jedem Fall in Einwanderungshaft. Die anderen erhalten eine zeitlich begrenzte Aufenthaltsgenehmigung, das sogenannte „Bridging Visa E“, in der sie ihr Anliegen vorbringen können. Sie können sich frei in Australien bewegen.

## Entwicklung
Die Einwanderungshaft ist eine australische Politik gegen die Einwanderung von Nichtaustraliern, die auf Booten nach Australien kommen. Sie werden deshalb in Australien als Boatpeople bezeichnet. Die ersten Boatpeople waren fünf junge Vietnamesen, die auf einem hölzernen Schiff – mithilfe einer Karte aus einem Schulatlas – im April 1976 nach dem Vietnamkrieg bis nach Australien flohen. Von 1976 bis 1981 kamen etwas mehr als 2000 Boatpeople an. Es gab Ende der 1970er Jahre drei Flüchtlingslager in Sydney, Perth und Melbourne, wo die angekommenen Boatpeople relativ schnell und ohne ein Verfahren den Flüchtlingsstatus erhielten.
Unter dem Premierminister Bob Hawke von der Labor Party kam es im Juni 1989 zur Verabschiedung eines Gesetzes, dem „Migration Legislation Amendment Act 1989“. Damit gab es erstmals in Australien eine gesetzliche Regelung, nach der ankommende Boatpeople in Haft genommen werden konnten. Zur Anwendung kam die Einwanderungshaft allerdings erst 1992 unter dem neuen Premierminister Paul Keating von der Labor Party, der im 20. Dezember 1991 an die Macht kam und in dessen Amtszeit der „Migration Amendment Act 1992“ erlassen wurde. Vom 28. November 1989 bis zum 27. Januar 1981 kamen 18 Boote mit 735 Boatpeople an, darunter vor allem Kambodschaner. Ein Teil davon kam in dem 1981 neu gegründeten Port Hedland Immigration Reception and Processing Centre in einem abgelegenen Gebiet von Western Australia in Einwanderungshaft. Dort wurden vor allem Kambodschaner interniert. Am 1. Januar 1985 gab es lediglich 5 Boatpeople in den australischen Internierungslagern. Die Anzahl der Boatpeople sank in den folgenden Jahren. Sie stieg erst 1992 wieder an. Im Juni 1992 befanden sich in Australien 478 Asylsuchende, darunter waren 421 Boatpeople. Unter den 421 Boatpeople wurden 306 Kambodschaner gezählt.
Eine neue Entwicklung begann im Jahr 2001 unter der nationalliberalen Koalitionsregierung von John Howard von der Liberal Party, die ihren Ursprung in der Tampa-Affäre hatte, als die australische Regierung 438 Boatpeople, die der Kapitän Arne Rinnan von einem in Seenot geratenen Holzschiff auf den norwegischen Frachter MV Tampa gerettet hatte, ihm der Zugang auf australisches Hoheitsgebiet tagelang verweigerte. Als er in australische Gewässer eindrang, wurde sein Schiff von einer Spezialeinheit australischer Soldaten geentert und die Boatpeople in Drittländer nach Neuseeland und Nauru abgeschoben. Diese Politik fand ihren rechtlichen Ausdruck in der „Border Protection Bill 2001“, die im Verlauf der 8-tägigen Affäre verabschiedet wurde und als „Pacific Solution“ (deutsch: „Pazifische Lösung“) bekannt wurde. Die Internierungslager in Drittländern wurden 2001 aufgebaut: Das Nauru Regional Processing Centre in dem kleinen Inselstaat Nauru und das Manus Regional Processing Centre auf der Insel Manus in Papua-Neuguinea. In diesen Lagern wurden von 2001 bis Februar 2008 insgesamt 1637 Boatpeople untergebracht, etwa 1153 wurden als Flüchtlinge (etwa 70 Prozent) anerkannt. 61 Prozent von ihnen ließen sich in Australien nieder und die anderen verließen Australien nach Schweden, Kanada und in die Vereinigten Staaten.
Die Einwanderungshaft beendete Premierminister Kevin Rudd von der Labor Party in seiner Regierungszeit von 2006 bis zum Juni 2010. In 2009 erreichten 60 Boote mit 2726 Boatpeople Australien, 2010 134 Boote mit 6555 Boatpeople und 2011 69 Boote mit 4565 Boatpeople.
Als Rudd im Jahre 2010 seinen Posten an Julia Gillard von der Labor Party übergeben musste, versuchte diese mit der malayischen Regierung einen Tauschhandel von Asylbewerbern und Boatpeople abzuschließen. Sie wollte die Zahl der damals in australischen Lagern untergebrachten Boatpeople deutlich minimieren. Die von ihr angestrebte sogenannte „Malayian Solution“ (deutsch: „Malayische Lösung“) wurde höchstrichtlich untersagt. Nun setzte Gillard wiederum auf die „Pazifische Lösung“ mit einer Einwanderungshaft fort, die nationalkonservative Regierungen eingeführt hatten. In den Jahren 2012 und 2013 kamen etwa 38.000 Boatpeople nach Australien.

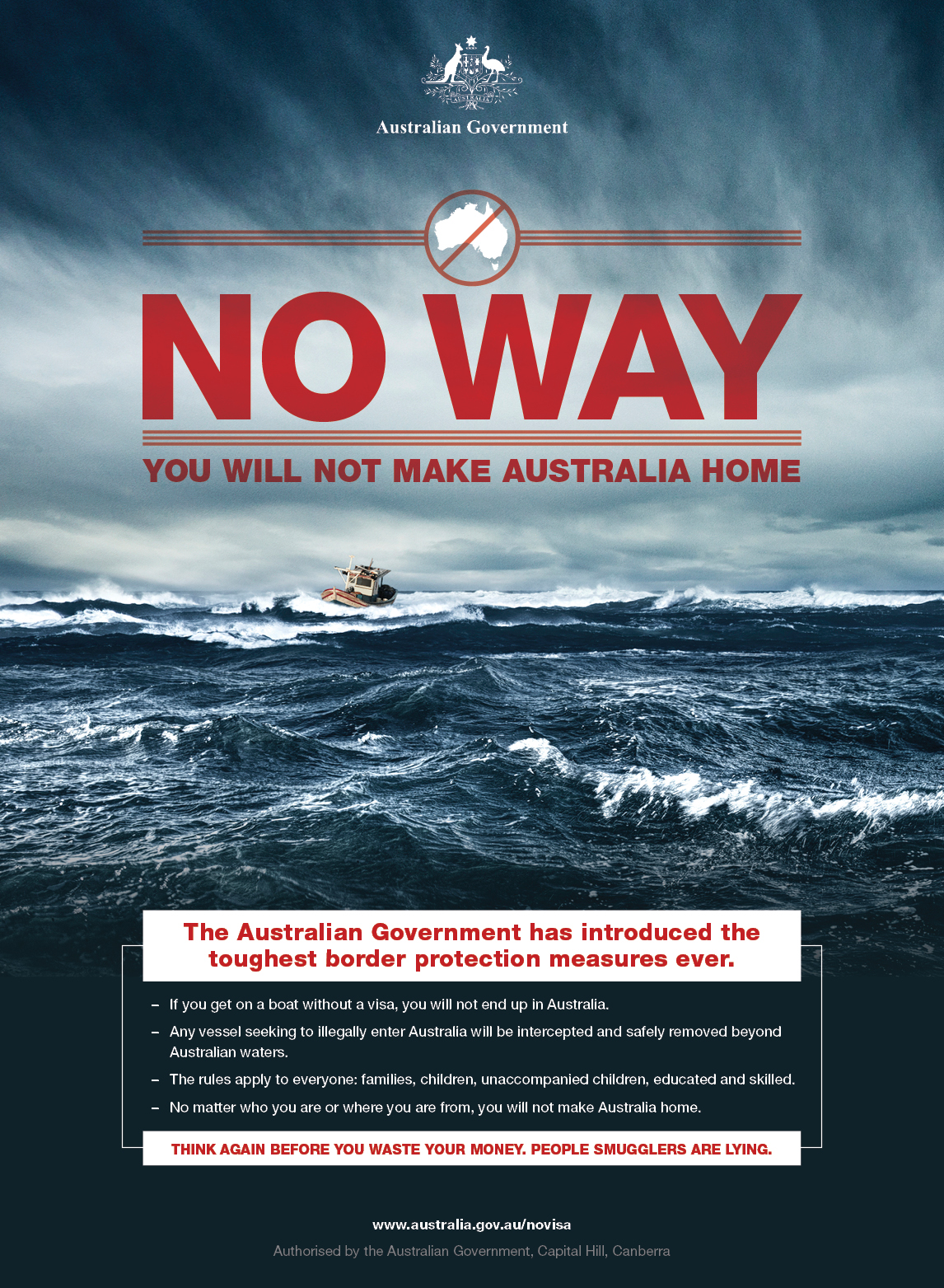
Plakat der Regierungskampagne, 2013

Tony Abbott von der Liberal Party führte in den Jahren von 2010 bis 2013 eine Wahlkampagne „stop the boats“ durch, auch Operation Sovereign Borders genannt. Als er die Wahl im Jahr 2013 gewonnen hatte, verschärfte er als Premierminister die Bedingungen der Einwanderungshaft weiter. Alle Boatpeople, auch diejenigen, die australisches Hoheitsgebiet erreichten, nahm diese Regierung in Einwanderungshaft. Nach der Abwahl von Abbott kam Malcolm Turnbull von der Liberal Party an die Macht. Von ihm wird dieser, von Abbott vorgegebene, politische Weg weiter verfolgt. Das Internierungslager auf Manus soll bis zum 1. Oktober 2017 geschlossen werden. Dies allerdings nur, weil das Verfassungsgericht von Papua-Neuguinea es für unrechtmäßig erklärte. Turnbull lehnte die Übernahme der etwa 860 in dem Lager befindlichen Asylsuchenden nach Australien ab.
Nachdem das oberste Gericht von Papua-Neuguinea den Betrieb des Manus Detention Progressing Center auf ihrem Staatsgebiet für rechtswidrig erklärt hatte, ordnete dieses Gericht die Schließung des Lagers an. Zahlreiche Lagerinsassen reichten 2014 eine Sammelklage gegen die australische Regierung beim High Court of Australia ein. Um die drohende Verurteilung abzuwenden, unterbreitete die Regierung im Juni 2017 einen Vergleichsvorschlag. Dieser Vorschlag sah vor, dass die etwa 1900 Asylsuchenden, die seit 2012 in diesem Lager in Haft waren, 70 Millionen A$ (etwa 47 Millionen Euro) als Entschädigung für ihre unrechtmäßige Inhaftierung erhalten sollen. Auch die Gerichtskosten in Höhe von umgerechnet etwa 13,5 Millionen Euro will der australische Staat tragen. Am 6. September 2017 stimmte der High Court of Australia dem oben genannten Vergleichsvorschlag zu. 70 Prozent der 1923 Lagerinsassen haben bisher ihre Forderung geltend gemacht. Für einen Forderungseintrag gilt eine Frist bis zum 13. Oktober 2017.
Im Herbst 2018 wurde ein seit 2008 bestehendes Flüchtlingslager auf der Weihnachtsinsel geschlossen.

## Internierungslager

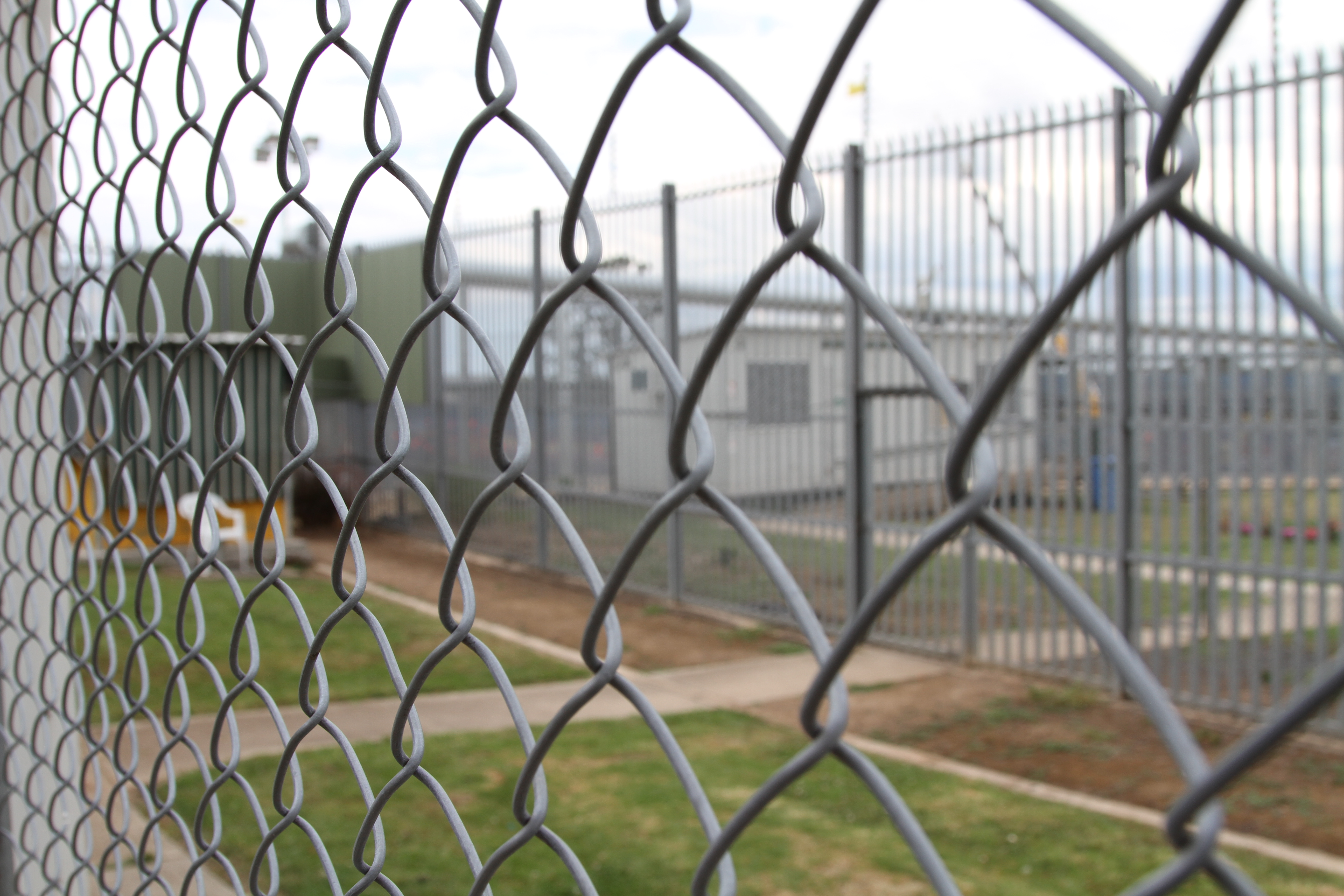
Blick ins Lagerinnere des Internierungslagers in Internierungslager Villawood im Großraum Sydney, das durch hohe Zäune in Sektoren gegliedert ist, 2012

Die Unterbringung von Asylsuchenden in Internierungslager gab seit ihrer Errichtung Anlass von Kritik. Es gab zahlreiche Unruhen, Ausbrüche aus den Lagern, Hungerstreiks, Selbstverletzungen und Selbsttötungen. Einige Lager befinden sich in entlegenen Gebieten. Verwaltet und betrieben wurden und werden die Lager von privat geführten Dienstleistungsunternehmen im Auftrag der australischen Regierung. Über die oben genannten Kritikpunkt hinaus werden die Lager auch kritisiert, weil sie Gefängnischarakter tragen und in umzäunte Sicherheitsbereiche unterteilt sind. Ferner dauert die derzeitige Bearbeitung der Anträge zu lang.
Während es Ende der 1970er Jahre lediglich drei australische Einwanderungslager gab, gibt es derzeit (März 2017) acht in Betrieb befindliche und auf australischem Hoheitsgebiet gelegene Internierungslager. Am 31. Dezember 2016 waren in Australien 1364 Asylsuchende in australischen Lagern interniert, darunter 263 auf der Weihnachtsinsel.
In Australien gibt es derzeit (März 2017), nach offiziellen Angaben für Asylsuchende in Australien, eine Unterbringung in den sogenannten „Immigration detention centres“ (IDCs) (deutsch: „Einwanderungshaft-Zentren“), dort erfolgt eine Überprüfung nach den Kriterien Gesundheit, Charakter und Sicherheitsbedenken. Ist die Unterbringung in diesen IDCs aufgrund persönlicher Umstände (Auffälligkeit, Verhalten, Krankheit usw.) nicht geboten, kommen sie in sogenannte „Alternative Places of Detention“ (APD) (deutsch: „Alternative Haftplätze“). Dafür werden geeignete Privathäuser, Hotels, Motels und Krankenhäuser bereitgestellt, wo die Asylsuchenden mit Supervision betreut werden. Sie können sich allerdings nicht frei bewegen. Es gibt des Weiteren darüber hinaus auch die Möglichkeit, dass Asylsuchende relativ frei in den sogenannten „Community placement“ (deutsch: „Gemeinschaftsunterbringung“) untergebracht werden, die von gemeinnützigen und kirchlichen Organisationen betrieben werden. Die Asylsuchenden dürfen den Ort allerdings nicht verlassen und keine Arbeit annehmen.
Eine von der australischen Regierung eingesetzte Kommission bezifferte im Jahr 2015 die jährlichen Kosten für jeden einzelnen Boatpeople, der außerhalb des Festlands von Australien festgesetzt ist, auf $A 400.000.
Nach einer Statistik, die die Monash University führt, kam es im Zeitraum von 2001 bis zum 8. März 2017 zu 1992 Todesfällen im Zusammenhang mit den Boatpeople.
Siehe auch: Australische Lager für Asylsuchende

## Ausblick
Gegen die Einwanderungshaft der Boatpeople in Lagern protestierten zahlreiche Menschenrechtsorganisationen wie Amnesty International, Australian Human Rights Commission, Human Rights Watch und United Nations. Es gab auch Fälle, in denen Journalisten der Zugang in die Lager verwehrt wurde.
Australien nimmt durchaus Asylsuchende auf, beispielsweise 12.000 Flüchtlinge aus Syrien, und erteilte zwischen 2013 und 2014 13.800 Flüchtlingen und zwischen 2012 und 2013 20.000 Flüchtlingen ein Visum. Allerdings ist zu beachten, dass die Einwanderungshaft für die Boatpeople außerhalb des Landes in der australischen Öffentlichkeit relativ unumstritten ist.
In einem Zwischenbericht der Australischen Menschenrechtskommission vom 30. März 2017 merkt diese an, dass insgesamt bedeutende Fortschritte in zwei Bereichen der australischen Migrations- und Asylpolitik erzielt worden seien. Dies gelte sowohl für die australische Politik als auch für die internationalen, rechtlichen Verpflichtungen Australiens in dieser Frage und betreffe sowohl die Senkung der Anzahl von Asylsuchenden, die sich in Einwanderungshaft befinden als auch die Beendigung der Haft von Kindern in Internierungslagern. Ferner seien die Erleichterungen einer Arbeitsaufnahme durch Flüchtlingen zu begrüßen, die in der australischen Gemeinschaft leben.